# Stefan Olszyński
Stefan Olszyński (ur. 20 lipca 1881, zm. 7 kwietnia 1941) − ziemianin, działacz społeczny, burmistrz Kłobucka w latach 1939–1940.

## Życiorys
Olszyński urodził się 20 lipca 1881 roku jako syn Wacława Wojciecha Olszyńskiego i Pauliny z d. Linke. Ukończył rolniczą szkołę średnią i w 1900 roku podjął pracę w majątku ojca, a wkrótce otrzymał go w zarząd. Był zaangażowany w działalność w organizacjach rolniczych, ochotniczej straży pożarnej, Towarzystwie Opieki nad Zwierzętami. Zajmował się także działalnością charytatywną i pracami we wspólnocie ewangelicko-augsburskiej w regionie częstochowskim. W 1935 roku bez powodzenia kandydował do Sejmu RP, później pełnił funkcję wójta gminy Kłobuck.
Na prośbę mieszkańców do niemieckich władz okupacyjnych, został 19 września 1939 roku mianowany burmistrzem Kłobucka. W czasie pełnienia funkcji wielokrotnie wchodził w konflikty z okupantem w obronie mieszkańców. Z tego powodu 30 listopada 1940 roku został zdymisjonowany. Na przełomie 1940 i 1941 roku kilkukrotnie odmówił podpisania volkslisty. Następnie ukrywał się w regionie częstochowskim, aresztowany 4 marca 1941 roku i osadzony w areszcie kłobuckim. Następnie przewieziony do Opola i Auschwitz-Birkenau, gdzie został zamordowany 7 kwietnia 1941 roku.
Na grobowcu rodzinnym na cmentarzu ewangelicko-augsburskim w Częstochowie znajduje się pamiątkowa inskrypcja.